# گورین دو موناژو
گورین دو موناژو (انگلیسی: Guérin de Montaigu; ۱ ژانویهٔ ۱۲۰۰ – ۱ ژانویهٔ ۱۲۳۰)، رهبر و سیزدهمین رئیس بزرگ شوالیه‌های هوسپیتالرز در سال ۱۲۰۷–۱۲۰۸ بود. وی همچنین یکی از اشراف اورن بود. وی همچنین در جریان جنگ صلیبی پنجم و محاصره دمیاط شرکت جست.